# ديفيد ريتشاردسون (لاعب كرة قدم أمريكية)
ديفيد ريتشاردسون (بالإنجليزية: David Michael Richardson)‏ هو لاعب كرة قدم أمريكية أمريكي، ولد في 9 سبتمبر 1981.

## وصلات خارجية
- دايفيد ريتشاردسون على موقع مرجع كرة القدم المحترفة.كوم (الإنجليزية)